# Aix Université Club
L'Aix Université Club (AUC) est un club omnisports créé le 14 mars 1937, situé à Aix-en-Provence. Il fédère seize clubs sportifs et gère en propre la section tennis-padel et le pôle multisports.
L'Aix Université Club volley-ball, ancienne section du club, a évolué en Pro B de 2005 à 2009. Rétrogradé par deux fois pour raisons financières, le club a cessé toute activité par la suite.
En 2020, les sections badminton et handball évoluent au plus haut niveau des championnats de France.